# 가전문학
가전문학(假傳文學)은 사람이 아닌 사물을 바탕으로 꾸며낸 문학의 형태이다. 예를 들어 술, 엽전, 지팡이, 거북 등을 의인화 한 가전문학 작품이 고려 후기에 유행하였다. 중국 당나라 때 시작된 가전문학의 영향을 받았다.
가전문학은 사마천의 사기 열전의 형태를 따라하였으며 소설과는 달리 각 부분의 내용이 분리되어 나타난다. 전체 내용이 유기적이지 않고 갈등이 두드러지게 나타나지는 않는다.

## 주요 작품
- 국순전
- 공방전
- 국선생전
- 청강사자현부전
- 국부인전
- 정시자전
- 저생전
- 무장공자전
- 죽존자전

## 관련 문헌
- 김창룡, 가전문학의 이론, 박이정, 2001.ISBN 8978784682
- 김창룡, 한국의 가전문학 -상, 태학사, 1997. ISBN 8976262557
- 김창룡, 한국의 가전문학 -하, 태학사, 1999. ISBN 8976264223